# Vladimir Drinfel'd
Vladimir Gershonovitsj Drinfel'd (Russisch: Владимир Гершонович Дринфельд, Oekraïens: Володимир Гершонович Дрінфельд) (Oekraïense SSR, 4 februari 1954) is een Oekraïens en Sovjet-wiskundige, die momenteel in de Verenigde Staten werkt. 
Het werk van Drinfel'd relateert de algebraïsche meetkunde over eindig velden met de getaltheorie, in het bijzonder de theorie van de automorfe vormen, door de noties van een elliptische module en de theorie van de meetkundige Langlands-correspondentie. Drinfel'd introduceerde de notie van een kwantumgroep (onafhankelijk door Michio Jimbo ongeveer op hetzelfde tijdstip ontdekt) en leverde een belangrijke bijdrage aan de wiskundige natuurkunde, waaronder de ADHM-constructie van instantonen, een algebraïsch formalisme van de kwantuminverse scatteringmethode, en de Drinfel'd-Sokolov-reductie in de theorie van de solitonen. 
In 1974 stelde hij een bewijs voor van de vermoedens van Langlands voor GL2 over een globaal veld met positieve karakteristiek. In dit bewijs introduceerde een klasse van objecten die hij "elliptische modules" noemde. Nu staan deze objecten bekend als Drinfeldmodules.
Drinfel'd heeft ook onderzoek gedaan in de wiskundige natuurkunde. Samen met Yuri Manin construeerde hij de moduliruimte van Yang–Mills instantons. Hij introduceerde de term 'kwantumgroep' als een verwijzing naar de Hopf-algebra's, die vervormingen zijn van enkelvoudige Lie-algebra's. Hij maakte de verbinding met de Yang–Baxtervergelijking.
Hij werkte samen met Alexander Beilinson om de theorie van de vertexalgebra's te herwerken in een coördinaatvrije vorm. Drinfel'd en Beilinson publiceerden hun werk in 2004 in het boek Chiral Algebras.
In 1990 werd hij bekroond met de Fields-medaille.